# 伊比拉布埃拉公园

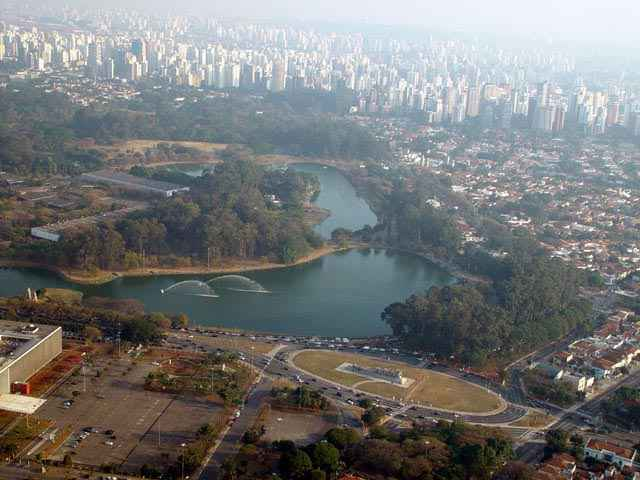
伊比拉布埃拉公园

23°35′18″S 46°39′39″W / 23.58833°S 46.66083°W
伊比拉布埃拉公园（Parque Ibirapuera）是巴西聖保羅的大型都市公園，面積545英畝（2.21平方公里），長1.5公里，宽1.300公尺，是全市最大的城市公园。由建築師奧斯卡·尼邁耶設計，並於1954年開業。

## 参看
- 聖保羅